# Portadas al Día
Portadas al Día (anteriormente Portada's) es un programa de televisión venezolano en formato revista matutina producido y transmitido por la cadena Venevisión desde el 7 de febrero del 2005. 
El magazine es conducido por Mariela Celis, Gesaria Laprieta, José Andrés Padrón, Isabela Rodríguez Leonardo Aldana, Génesis Quintero y Mario Bruno, y con la participación especial de los presentadores de Noticias Venevisión, Endrina Yepez, Milagros Zambrano y Néstor Brito Landa, con una duración de 3 horas de lunes a viernes de 9:00 hasta las 12:00. La mayoría de sus programas son transmitidos en vivo.

## Formato
Con un estilo ágil, entretenido que ofrece una completa revista informativa de cada día de la semana, aborda los más variados tópicos de interés para toda la familia, como el acontecer nacional e internacional. Tiene segmentos de gastronomía, chismes, espacios musicales, juegos, chistes, entre otros.
El programa en sus inicios contaba con mayor presencia de artistas, además, tuvo en diversas ocasiones transmisiones en diversas partes del país, pero con los años el formato ha ido cambiando ligeramente.

## Producción

### Portada's
2005–2009
- Los presentadores que originalmente iniciaron el programa fueron Leonardo Villalobos, Chiquinquirá Delgado, Francisco León, Mariangel Ruiz y Zoraya Villarreal.[1]
- A sus inicios el programa duraba 1 hora de 11:00 hasta las 12:00. Hasta 2010 que se trasladó de 8:00 hasta las 9:00. Luego en 2011 debido al cambio de productor volvió a su horario original pero con 2 horas de duración, de 10:00 hasta las 12:00. A partir de marzo de 2014 el programa empieza a tener una duración de 3 horas, de 9:00 hasta las 12:00.
- En 2006 quedan solo Chiquinquirá Delgado, Mariangel Ruiz y Leonardo Villalobos como presentadores, siendo este trío el más destacado del programa.

2010–2019
- Leonardo Villalobos dejó el magazine en 2010 para pasar a conducir Súper sábado sensacional.
- Víctor Drija y Yolanda Moreno fueron animadores del programa así como también entraron Jalymar Salomón y Osman Aray en esta etapa no tan larga que llevó por nombre Portada's Venezolanas en los primeros meses de 2010.
- Kelly Ruiz, quién era conductora del programa competencia, La Bomba de Televen, inició conduciendo la sección "Tacata", para posteriormente ser presentadora principal del programa.[2]

- Para 2014 ingresa Jesús de Alva como presentador del programa.[3]
- El 14 de mayo de 2015 el cantante y presentador venezolano Rafael "El Pollo" Brito anunció su renuncia.[4]
- El 8 de junio del mismo año Georges Biloune fue anunciado como presentador del programa.[5]
- El 2 de julio del mismo año tres de los panelistas en la sección "El Calabozo" renunciaron al programa, esto para presentar "El Batacazo", una sección del programa "Te Ves en la Mañana" de TVes.[6]
- En enero de 2016, queda fuera del equipo de presentadores Georges Biloune,[7] en sustitución temporal de éste, Francisco León quien ya había formado parte de la revista matutina hizo un regreso de solo algunos meses.[8]
- En febrero del mismo año el cantante, ganador del reality Yo sí canto y copresentador de Super Sábado Sensacional, Henrys Silva, queda como presentador titular de la revista completando así nuevamente el grupo. Posteriormente saldría en julio del mismo año ya que pasaría a sustituir a Leonardo Villalobos como presentador de Super Sábado Sensacional.[9]
- Tras la salida de Henrys Silva y Fanny Ottati del programa, estos son sustituidos por Jordan Mendoza y Gesaria Lapietra.

- En enero de 2017, Marie Claire Harp entra a la revista ocupando el puesto dejado por Kerly Ruiz, quien tuvo que ausentarse por unos meses debido al nacimiento de su primogénita.

- El 15 de agosto de 2017, la presentadora Osmariel Villalobos se retira del programa.[10]
- El 6 de febrero de 2018, la presentadora Kerly Ruiz se retira del programa tras emigrar Venezuela.[11][12]
- El 24 de septiembre del mismo año el presentador Alejandro Zumbo entra a la revista en reemplazo de Jesus de Alva, quien debió dejar el programa temporalmente para ir a concursar en el Mister Grand International.[13] Más tarde firmó contrato como animador permanente, a finales de 2021 Zumbo no hizo más a apariciones en el programa, sin embargo su salida nunca fue anunciada.
- El 30 de septiembre de 2018 el programa expande su transmisión los domingos en el horario original con segmentos grabados, sin ser en vivo.
- Natalia Monasterios se unió al personal en agosto de 2019 debido a la ausencia de Gesaria Laprieta por su reciente matrimonio.

2020–2023
- El 2 de marzo de 2020 Isabella Rodríguez se unió al personal.[14]
- Durante el periodo de cuarentena por la pandemia de COVID-19, Henrys Silva, anterior animador del programa, hizo parte de este mismo año. José Andrés Padrón de SSS también se unió a segmentos de la revista.
- El 8 de febrero de 2021, Dave Capella regresó a la revista luego de su despido en agosto de 2020,[15][16] y en marzo el animador murió por complicaciones de COVID-19.[17]
- El 17 de febrero del mismo año, la Chica Polar Alessandra Sánchez empezó a formar parte del magazine para el segmento "La Zona Trending".[18]
- Alejandro Zumbo animó por última vez el magazine en diciembre del mismo año,[19] luego de esto no se anunció su salida.
- En mayo de 2023, Natalia Monasterios y Alessandra Sánchez renunciaron a la conducción del programa.[20]
- Ange Unda animó por última vez la revista el 9 de junio del mismo año,[21] luego de esto no se anunció su salida.

### Portadas Al Día
2023–Actualidad
- El 26 de junio de 2023 el magazine pasó a llamarse Portadas Al Día,[22][23] cambiando de estudio de grabación y con ello la dinámica del programa.
- Leo Aldana, y los antiguos animadores de Atómico, Génesis Quintero y Mario Bruno,[24] se unieron al panel de animadores de la revista.
- Durante la transmisión en vivo el 28 de octubre de 2024, se anunció la salida de Jordan Mendoza.
- En enero de 2025 Mariángel Ruiz regresa como presentadora de segmentos.

## Equipo del programa
- Presentador Principal
- Presentador/Panelista de Segmento
- Presentador/Panelista de Segmento Invitado
- Participación como figura invitada

### Presentadores principales
| Presentadores           | Décadas/Años | Décadas/Años | Décadas/Años | Décadas/Años | Décadas/Años | Décadas/Años | Décadas/Años | Décadas/Años | Décadas/Años | Décadas/Años | Décadas/Años | Décadas/Años | Décadas/Años | Décadas/Años | Décadas/Años | Décadas/Años | Décadas/Años | Décadas/Años | Décadas/Años | Décadas/Años | Décadas/Años |
| Presentadores           | 2000s        | 2000s        | 2000s        | 2000s        | 2000s        | 2010s        | 2010s        | 2010s        | 2010s        | 2010s        | 2010s        | 2010s        | 2010s        | 2010s        | 2010s        | 2020s        | 2020s        | 2020s        | 2020s        | 2020s        | 2020s        |
| Presentadores           | 05           | 06           | 07           | 08           | 09           | 10           | 11           | 12           | 13           | 14           | 15           | 16           | 17           | 18           | 19           | 20           | 21           | 22           | 23           | 24           | 25           |
| ----------------------- | ------------ | ------------ | ------------ | ------------ | ------------ | ------------ | ------------ | ------------ | ------------ | ------------ | ------------ | ------------ | ------------ | ------------ | ------------ | ------------ | ------------ | ------------ | ------------ | ------------ | ------------ |
| Mariela Celis           |              |              |              |              |              |              |              |              |              |              |              |              |              |              |              |              |              |              |              |              |              |
| Gesarea Lapietra        |              |              |              |              |              |              |              |              |              |              |              |              |              |              |              |              |              |              |              |              |              |
| Isabella Rodríguez      |              |              |              |              |              |              |              |              |              |              |              |              |              |              |              |              |              |              |              |              |              |
| José Andrés Padrón      |              |              |              |              |              |              |              |              |              |              |              |              |              |              |              |              |              |              |              |              |              |
| Leo Aldana              |              |              |              |              |              |              |              |              |              |              |              |              |              |              |              |              |              |              |              |              |              |
| Génesis Quintero        |              |              |              |              |              |              |              |              |              |              |              |              |              |              |              |              |              |              |              |              |              |
| Mario Bruno             |              |              |              |              |              |              |              |              |              |              |              |              |              |              |              |              |              |              |              |              |              |
| Antiguos presentadores  |              |              |              |              |              |              |              |              |              |              |              |              |              |              |              |              |              |              |              |              |              |
| Mariángel Ruiz          |              |              |              |              |              |              |              |              |              |              |              |              |              |              |              |              |              |              |              |              |              |
| Leonardo Villalobos     |              |              |              |              |              |              |              |              |              |              |              |              |              |              |              |              |              |              |              |              |              |
| Chiquinquirá Delgado    |              |              |              |              |              |              |              |              |              |              |              |              |              |              |              |              |              |              |              |              |              |
| Francisco León          |              |              |              |              |              |              |              |              |              |              |              |              |              |              |              |              |              |              |              |              |              |
| Zoraya Villarreal       |              |              |              |              |              |              |              |              |              |              |              |              |              |              |              |              |              |              |              |              |              |
| Rafael "El Pollo" Brito |              |              |              |              |              |              |              |              |              |              |              |              |              |              |              |              |              |              |              |              |              |
| Carolina Indriago       |              |              |              |              |              |              |              |              |              |              |              |              |              |              |              |              |              |              |              |              |              |
| Osmariel Villalobos     |              |              |              |              |              |              |              |              |              |              |              |              |              |              |              |              |              |              |              |              |              |
| Michelle Badillo        |              |              |              |              |              |              |              |              |              |              |              |              |              |              |              |              |              |              |              |              |              |
| Kerly Ruiz              |              |              |              |              |              |              |              |              |              |              |              |              |              |              |              |              |              |              |              |              |              |
| Jesús de Alva           |              |              |              |              |              |              |              |              |              |              |              |              |              |              |              |              |              |              |              |              |              |
| Georges Biloune         |              |              |              |              |              |              |              |              |              |              |              |              |              |              |              |              |              |              |              |              |              |
| Jordan Mendoza          |              |              |              |              |              |              |              |              |              |              |              |              |              |              |              |              |              |              |              |              |              |
| Henrys Silva            |              |              |              |              |              |              |              |              |              |              |              |              |              |              |              |              |              |              |              |              |              |
| Marie Claire Harp       |              |              |              |              |              |              |              |              |              |              |              |              |              |              |              |              |              |              |              |              |              |
| Ange Unda               |              |              |              |              |              |              |              |              |              |              |              |              |              |              |              |              |              |              |              |              |              |
| Alejandro Zumbo         |              |              |              |              |              |              |              |              |              |              |              |              |              |              |              |              |              |              |              |              |              |
| Dave Capella †          |              |              |              |              |              |              |              |              |              |              |              |              |              |              |              |              |              |              |              |              |              |
| Natalia Monasterios     |              |              |              |              |              |              |              |              |              |              |              |              |              |              |              |              |              |              |              |              |              |
| Alessandra Sánchez      |              |              |              |              |              |              |              |              |              |              |              |              |              |              |              |              |              |              |              |              |              |

### Copresentadores y panelistas
| Panelistas                 | Décadas/Años | Décadas/Años | Décadas/Años | Décadas/Años | Décadas/Años | Décadas/Años | Décadas/Años | Décadas/Años | Décadas/Años | Décadas/Años | Décadas/Años | Décadas/Años | Décadas/Años | Décadas/Años | Décadas/Años | Décadas/Años | Décadas/Años | Décadas/Años | Décadas/Años | Décadas/Años | Décadas/Años |
| Panelistas                 | 2000s        | 2000s        | 2000s        | 2000s        | 2000s        | 2010s        | 2010s        | 2010s        | 2010s        | 2010s        | 2010s        | 2010s        | 2010s        | 2010s        | 2010s        | 2020s        | 2020s        | 2020s        | 2020s        | 2020s        | 2020s        |
| Panelistas                 | 05           | 06           | 07           | 08           | 09           | 10           | 11           | 12           | 13           | 14           | 15           | 16           | 17           | 18           | 19           | 20           | 21           | 22           | 23           | 24           | 25           |
| -------------------------- | ------------ | ------------ | ------------ | ------------ | ------------ | ------------ | ------------ | ------------ | ------------ | ------------ | ------------ | ------------ | ------------ | ------------ | ------------ | ------------ | ------------ | ------------ | ------------ | ------------ | ------------ |
| Atamaica Nazoa             |              |              |              |              |              |              |              |              |              |              |              |              |              |              |              |              |              |              |              |              |              |
| Williams Guzman            |              |              |              |              |              |              |              |              |              |              |              |              |              |              |              |              |              |              |              |              |              |
| Pavel Mieses               |              |              |              |              |              |              |              |              |              |              |              |              |              |              |              |              |              |              |              |              |              |
| Carmela Longo              |              |              |              |              |              |              |              |              |              |              |              |              |              |              |              |              |              |              |              |              |              |
| Daniel Uzcategui           |              |              |              |              |              |              |              |              |              |              |              |              |              |              |              |              |              |              |              |              |              |
| Orlando Suárez             |              |              |              |              |              |              |              |              |              |              |              |              |              |              |              |              |              |              |              |              |              |
| José Gregorio Ortiz        |              |              |              |              |              |              |              |              |              |              |              |              |              |              |              |              |              |              |              |              |              |
| Diego Kapeky               |              |              |              |              |              |              |              |              |              |              |              |              |              |              |              |              |              |              |              |              |              |
| Pedro Padilla              |              |              |              |              |              |              |              |              |              |              |              |              |              |              |              |              |              |              |              |              |              |
| Luis Del Villar            |              |              |              |              |              |              |              |              |              |              |              |              |              |              |              |              |              |              |              |              |              |
| Ricardo Correia            |              |              |              |              |              |              |              |              |              |              |              |              |              |              |              |              |              |              |              |              |              |
| Fanny Ottati               |              |              |              |              |              |              |              |              |              |              |              |              |              |              |              |              |              |              |              |              |              |
| Alexander Mijares          |              |              |              |              |              |              |              |              |              |              |              |              |              |              |              |              |              |              |              |              |              |
| Andres Carmona             |              |              |              |              |              |              |              |              |              |              |              |              |              |              |              |              |              |              |              |              |              |
| Dayana Leandro             |              |              |              |              |              |              |              |              |              |              |              |              |              |              |              |              |              |              |              |              |              |
| Karina Jaimes              |              |              |              |              |              |              |              |              |              |              |              |              |              |              |              |              |              |              |              |              |              |
| Jorge Eduardo Núñez        |              |              |              |              |              |              |              |              |              |              |              |              |              |              |              |              |              |              |              |              |              |
| Maria Alexandra Bastidas   |              |              |              |              |              |              |              |              |              |              |              |              |              |              |              |              |              |              |              |              |              |
| Merlín Gessen Pantin       |              |              |              |              |              |              |              |              |              |              |              |              |              |              |              |              |              |              |              |              |              |
| Ángel Lozano               |              |              |              |              |              |              |              |              |              |              |              |              |              |              |              |              |              |              |              |              |              |
| Francisco Carrasquel       |              |              |              |              |              |              |              |              |              |              |              |              |              |              |              |              |              |              |              |              |              |
| Endrina Yepez              |              |              |              |              |              |              |              |              |              |              |              |              |              |              |              |              |              |              |              |              |              |
| Milagros Zambrano          |              |              |              |              |              |              |              |              |              |              |              |              |              |              |              |              |              |              |              |              |              |
| Néstor Brito Landa         |              |              |              |              |              |              |              |              |              |              |              |              |              |              |              |              |              |              |              |              |              |
| Katheryne Bello            |              |              |              |              |              |              |              |              |              |              |              |              |              |              |              |              |              |              |              |              |              |
| Alejandra Conde            |              |              |              |              |              |              |              |              |              |              |              |              |              |              |              |              |              |              |              |              |              |
| Richard Alexander Castillo |              |              |              |              |              |              |              |              |              |              |              |              |              |              |              |              |              |              |              |              |              |
| María Cristina Santoro     |              |              |              |              |              |              |              |              |              |              |              |              |              |              |              |              |              |              |              |              |              |
| Gregorio Rojas             |              |              |              |              |              |              |              |              |              |              |              |              |              |              |              |              |              |              |              |              |              |

## Emisión
En sus inicios fue transmitido por Venevisión Continental para toda América y Europa. Después se empezó a emitir por la señal internacional de Venevisión llamada para entonces Novelisima (ahora Ve Plus) en el horario de las 16:00 MEX / 17:00 COL 23:00 ESP. También contaba con repetición para España a las 8:00 del día siguiente.
A partir del 18 de julio de 2012, se emite en la nueva señal internacional de Venevisión, Ve Plus, a las 10:00 PAN/ 12:00 ARG/ 17:00 ESP. Se transmite de lunes a viernes a las 11:00 y los sábados a las 8:30 en TCS Canal 4 de El Salvador.
Debido a la pandemia COVID-19, el 13 de marzo se anunció una cuarentena nacional por lo que el canal cerró sus instalaciones. A partir de abril el programa empezó a ser autograbado por los animadores desde sus casas.
A partir del 16 de junio, se reinaugura la transmisión en vivo del programa, de conformidad con todas las normas de seguridad relacionadas con la pandemia de COVID-19, solo un máximo de dos a tres animadores participan durante cada semana, acompañados de un número reducido de panelistas.
El programa no se transmitió durante la última semana de febrero de 2021 luego de que Dave Capella, quien se encontraba animando el programa una semana anterior a esa, diera positivo para COVID-19. Falleciendo el 28 de marzo, lo que lleva a que el magazine deje nuevamente de transmitirse, durante la semana del 29 de marzo de 2021. Un homenaje al animador fue llevado a cabo el 6 de abril de 2021.

## Segmentos dentro de Portadas al Día
- “Portadas Al Día”: De cara a las diferentes necesidades de información orientación y entretenimiento del público brindará un menú de apetitosas secciones, entre las que destacan:

- Para la mujer: “Empodérate”, “Hazlo Ya”, “Te Toca A Ti”, “¡Me siento Bien , Me veo Bien!, “Entre Nosotras”.

- Para la Familia: “Mamá Es Una Reina”, “Familia Al Día”, “¡Fiesta En Tu Día!”, “Mi Mascota”, “Somos Lo Que Queremos”.

- Del Amor y Pareja: “Amorcito Corazón”, “El Que Busca Encuentra”, “Dando y Dando”, “Amor Express”.

- De la Moda: “Atrévete a Cambiar”, “Zona Fashion”, “Pasarela Urbana”, “Belleza Plus”.

- Noticias: “Al Minuto”, “Entérate”, “Ponte Al Día” y "Conectados".

- De Cocina y Gastronomía: “Sabor Al Día”, “Fácil y Sabroso”, “En Los Fogones”.

- Finanzas y Economía Familiar: “El Rebusque”, “¡Amarrate El cinturón!”, “De Segunda Mano” , “El emprendedor de la semana”.

- Venezuela: “Ruta Clave”, “Así Somos”, “Dos Locos de Viaje”.

- Desde la Calle: “Haz tu Plan”, “Se Está Hablando de …”, “Guia para el Disfrute”.

- De Salud y Bienestar: “En Forma Al Día”, “Doctor Familia”, “Energía Vital”, “Siempre Joven”.

- Farándula y Espectáculo: Entrevistas, Alfombras Rojas, Premios De La Música.

- Vida Holística: “Feng Shui para la vida” , “Astro Facts”, “Terapias Sanadoras” , “Crecimiento Personal”.

A la par de concursos, nuevos talentos de la música, juegos.
- Y otro segmento especial “En Dos Platos”: Que conduce Mariela Celis, con la participación de periodistas como panelistas junto a expertos en cada materia objeto de análisis, con encuestas digitales.

### Segmentos de la antigua Portadas's
- Titulares de Portada's: Sección con la que se inicia el programa todos los días y es en donde comentan los chismes y noticias más destacadas de Venezuela y del mundo.

- La Cocina de Portada's: Sección de cocina donde se elabora un platillo específico cada día, generalmente cada semana se cocinan platillos de un tema general como por ejemplo La Semana de Platillos Japoneses donde se elaboran platillos de Japón o La Semana de Cerdo donde se elaboran platillos con carne de cerdo, cada semana se escoge un tema gastronómico en general.

- Se armó la tramoya: Sección en donde uno de los animadores presenta un tema y un panel de expertos y periodistas que dan su opinión picante y sin censura sobre un tópico determinado.

- #ZonaTrending: anteriormente titulado "La Están Dando". Sección donde se habla de las publicaciones hechas por famosos en sus redes sociales también se hacen encuestas para determinar cual de esos artista es el de la mejor publicación.

- Pregúntale a las que saben: Sección en donde un panel de mujeres expertas en leyes, salud sexual, nutrición y bienestar espiritual responden a las inquietudes de la audiencia en la calle.
- El Calabozo:

- Échame ese Chiste: Sección en donde los mejores comediantes de Venezuela se reúnen para contar los chistes más hilarantes.

- Moda: Esta sección se trata de invitados especiales que nos enseñan a como maquillarnos de una manera rápida, peinarnos y muchas cosas más.